# Elena Kagan
Elena Kagan (Nueva York, 28 de abril de 1960) es una Jueza Asociada de la Corte Suprema de Estados Unidos. Fue nominada por el presidente Barack Obama el 10 de mayo de 2010 y ha servido desde el 7 de agosto de 2010. Kagan es la cuarta mujer en convertirse miembro de la Corte.
Nacida y criada en Nueva York. Se graduó de la Universidad de Princeton, la Universidad de Oxford y la Facultad de Derecho de Harvard, trabajo egresando de esta última para jueces federales y de la Corte Suprema. Comenzó su carrera pública como profesora de la Universidad de Chicago, la dejó posteriormente para ser Consejera Asociada de la Casa Blanca, y más tarde como asesora política bajo el mandato del Presidente Bill Clinton. Después de una nominación expirada para Jueza Federal del Circuito D.C. se convirtió en profesora en la Escuela de Leyes de Harvard, más tarde fue nombrada su primera decana.
En 2009, Kagan se convirtió en la primera mujer Procuradora General de los Estados Unidos. Al año siguiente, el presidente Obama la nominó a la Corte Suprema para ocupar la vacante derivada del inmninente retiro del Juez John Paul Stevens. El Senado de los Estados Unidos confirmó su nominación por sesenta y tres votos contra treinta y siete. Se le considera parte del ala liberal de la Corte, pero tiende a ser una de las juezas más moderadas de ese grupo.

## Primeros años
Kagan nació el 28 de abril de 1960 en Manhattan, siendo la segunda de tres hijos de Robert Kagan, un abogado que representaba a los inquilinos que intentaban permanecer en sus hogares, y Gloria Gittelman Kagan, que enseñaba en una escuela primaria de Manhattan. Ambos padres eran hijos de inmigrantes judíos rusos. Kagan tiene dos hermanos, Marc e Irving. 
Kagan y su familia vivían en un apartamento del tercer piso en West End Avenue y 75th Street y asistían a la sinagoga de Lincoln Square. Era independiente y de voluntad fuerte en su juventud, y según un ex socio legal de su padre, se enfrentó con su rabino ortodoxo, Shlomo Riskin, por aspectos de su Bar Mitzvah. 
La amiga de la infancia de Kagan, Margaret Raymond, recordó que ella era una fumadora adolescente pero no una fiestera. Los sábados por la noche, Raymond y Kagan eran más propensos a sentarse en los escalones del Museo Metropolitano de Arte y hablar. Kagan también amaba la literatura. En su anuario de primaria de 1977, se le representaba con una túnica de juez y sosteniendo un mazo. Junto a la foto hay una cita del exjuez de la Corte Suprema, Felix Frankfurter: «el gobierno es en sí mismo un arte, una de las artes mas sutiles». 

## Educación
Kagan asistió a la Universidad de Princeton, graduándose en 1981 con una licenciatura en artes en historia. Se sintió particularmente atraída por la historia estadounidense y la investigación de archivos. Escribió una tesis de grado titulado «Hasta el conflicto final: el socialismo en la ciudad de Nueva York, 1900-1933». En él, escribió: «A través de sus propias disputas internas, entonces, el PS [Partido Socialista] se agotó para siempre. La historia es triste pero también aleccionadora para aquellos que, más de medio siglo después del declive del socialismo, desean cambiar América». El encargado de la dirección de su tesis, Sean Wilentz, sostuvo que Kagan no tuvo la intención de defender el socialismo, señalando: «Estaba interesada en él. Estudiar algo no es respaldarlo».
Como estudiante universitaria, Kagan se desempeñó como presidente editorial de la revista de Pricenton. En 1980, Kagan recibió la beca de graduación Daniel M. Sachs Class of 1960 de Princeton, uno de los premios generales más importantes que otorga la universidad. Esto le permitió estudiar en Worcester College, Oxford. Como parte de su requisito de graduación, Kagan escribió una tesis llamada «El desarrollo y la erosión de la regla de exclusión estadounidense: un estudio sobre el método judicial». Presentó una mirada crítica a la regla de exclusión y su evolución en la Corte Suprema, en particular a la Corte de Warren. Obtuvo una maestría en Filosofía Política en Oxford en 1983. 
En 1983, a los 23 años, Kagan ingresó a la Facultad de Derecho de Harvard. Su ajuste a la atmósfera de Harvard fue difícil; recibió las peores calificaciones de toda su carrera en la facultad de derecho en su primer semestre. Kagan obtuvo una A en diecisiete de los veintiún cursos que tomo en Harvard. Trabajó como asociada de verano en un bufete de abogados, donde trabajó en el departamento de litigios. Se graduó en 1986 con un Doctorado en Jurisprudencia. 

## Carrera temprana
Después de la facultad de derecho, Kagan fue asistente legal del juez Abner J. Mikva de la Corte de Apelaciones para el Circuito del Distrito de Columbia de 1987 a 1988. Se convirtió en una de las asistentes legales favoritas de Mikva; él la llamo «la elección de la camada». De 1988 a 1989, Kagan trabajó para el juez Thurgood Marshall de la Corte Suprema de los Estados Unidos. Marshall dijo que contratoó a Kagan para que lo ayudara a devolver la «chispa» a sus opiniones, ya que la Corte había experimentado un cambio conservador desde que William Rehnquist asumió como Presidente del Tribunal en 1986.
Luego, Kagan ingresó a la práctica privada como asociado junior en el bufete de abogados Williams & Connolly de Washington D. C. Durante su breve tiempo en la firma, redactó informes, y, manejó cinco demandas relacionadas con la Primera Enmienda o problemas de leyes de medios y problemas de difamación. 
En 1991, Kagan se convirtió en profesor asistente en la Facultad de Derecho de la Universidad de Chicago. Mientras estuvo allí, conoció a un joven Barack Obama, profesor invitado en la escuela. Mientras estaba en la facultad, Kagan publicó un artículo de revisión de la ley sobre la regulación del discurso de odio de la Primera Enmienda a raíz del fallo de la Corte Suprema en RAV v. City of St. Paul; un artículo que discute la importancia del motivo gubernamental en la regulación del discurso; y una reseña del libro de Stephen L. Carter sobre el proceso de confirmación judicial. En el primer artículo, que se volvió muy influyente, Kagan argumentó que la Corte Suprema debería examinar los motivos gubernamentales al decidir los casos de la Primera Enmienda y analizó los casos históricos de quema de tarjetas de reclutamiento y quema de banderas a la luz de los argumentos de libertad de expresión.
En 1993, el senador Joe Biden nombró a Kagan asesor especial del Comité Judicial del Senado. Durante ese tiempo, trabajó en las audiencias de confirmación de la Corte Suprema de Ruth Bader Ginsburg.
Kagan se convirtió en profesora titular de derecho en 1995. Según sus colegas, los estudiantes de Kagan la felicitaron y admiraron desde el principio, y se le otorgó la titularidad «a pesar de las reservas de algunos colegas que pensaron que no había publicado lo suficiente».

## Casa Blanca y nominación judicial

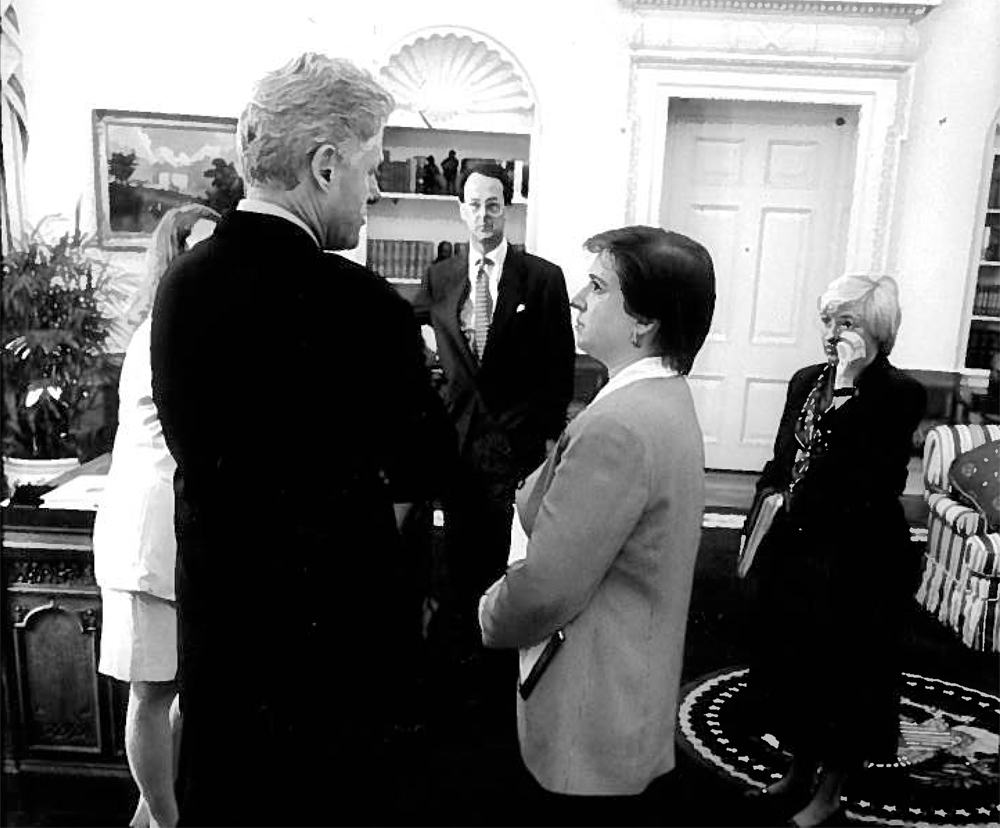
Kagan en la Oficina Oval con el presidente Bill Clinton en 1997 durante su mandato como asistente adjunta del presidente para política interna.

Kagan se desempeñó como abogado adjunto de la Casa Blanca para Bill Clinton de 1995 a 1996, cuando Mikva se desempeñó como abogado de la Casa Blanca. Trabajó en temas que afectan a la administración Clinton como la controversia de los viajes de la Casa Blanca y el caso Clinton v. Jones. De 1997 a 1999, trabajó como Asistente Adjunta del presidente para Política Nacional y Directora Adjunta del Consejo de Política Nacional. Kagan trabajó en temas como asignaciones presupuestarias, reforma del financiamiento de campañas y cuestiones de bienestar social. Su trabajo esta catalogado en la Biblioteca Presidencial Clinton. Kagan fue coautor de un memorando de 1997 instando a Clinton a apoyar la prohibición de abortos tardíos: «Recomendamos que respalde la enmienda para mantener su credibilidad en HR 1122 y evitar que el Congreso anule su veto».
El 17 de junio de 1999, Clinton nominó a Kagan a la Corte de Apelaciones del Circuito del Distrito de Columbia para reemplazar a James L. Buckley, quien asumió el cargo de alto nivel en 1996. El presidente republicano del Comité Judicial del Senado, Orrin Hatch, no programó ninguna audiencia, poniendo fin efectivamente a su nominación. Cuando terminó el mandato del Senado, su nominación caducó, al igual que la del también candidato de Clinton, Allen Snyder. 
A lo largo de su carrera ha sido profesora de Derecho en la Universidad de Chicago, profesora de Derecho en la cátedra Charles Hamilton Houston en la Universidad de Harvard y editora supervisora de la Harvard Law Review.
En el año 2003 fue elegida decana de la Harvard Law School, siendo la primera mujer en ocupar ese cargo. En el año 2009 renunció al decanato por haber sido nominada por el entonces presidente electo Barack Obama y confirmada por el Senado de los Estados Unidos para ser la Procuradora General de los Estados Unidos. Fue la primera mujer en la historia en ocupar ese cargo.
Al año siguiente, después de que el veterano Juez Asociado de la Corte Suprema de los Estados Unidos, John Paul Stevens anunciara su retiro tras 34 años en el cargo, el presidente Obama la nominó para ocupar dicha vacante.